# Lemma von Céa
Das Lemma von Céa oder das Céa-Lemma ist ein mathematischer Satz aus der Funktionalanalysis. Es ist grundlegend für die Fehlerschätzung von Finite-Elemente-Näherungen von elliptischen partiellen Differentialgleichungen. Das Lemma trägt den Namen zu Ehren des französischen Mathematikers Jean Céa, der es in seiner Dissertation 1964 bewies.

## Formulierung

### Voraussetzungen
Sei {\displaystyle V} ein reeller Hilbertraum mit der Norm {\displaystyle \|\cdot \|}. Sei {\displaystyle a\colon V\times V\to \mathbb {R} } eine Bilinearform, die
- beschränkt (äquivalent dazu stetig), d. h. {\displaystyle |a(v,w)|\leq C\|v\|\,\|w\|} für eine Konstante {\displaystyle C>0} und alle {\displaystyle v,w\in V}

- und koerzitiv (häufig auch stark positiv, V-elliptisch), d. h. {\displaystyle a(v,v)\geq \alpha \|v\|^{2}} für eine Konstante {\displaystyle \alpha >0} und alle {\displaystyle v\in V}

ist. Sei weiter {\displaystyle L\colon V\to \mathbb {R} } ein beschränkter linearer Operator.

### Problemstellung
Betrachte das Problem, ein {\displaystyle u\in V} mit
{\displaystyle a(u,v)=L(v)\,} für alle {\displaystyle v\in V}
zu finden. Betrachte nun das gleiche Problem in einem Unterraum {\displaystyle V_{h}\subset V}, d. h. es ist ein {\displaystyle u_{h}\in V_{h}} zu finden mit
{\displaystyle a(u_{h},v)=L(v)\,} für alle {\displaystyle v\in V_{h}}.
Nach dem Lemma von Lax-Milgram gibt es für beide Probleme eine eindeutige Lösung.

### Aussage des Lemmas
Sind die obigen Voraussetzungen erfüllt, dann besagt das Lemma von Céa:
{\displaystyle \|u-u_{h}\|\leq {\frac {C}{\alpha }}\inf _{v_{h}\in V_{h}}\left(\|u-v_{h}\|\right)}.
Dies bedeutet, dass die Approximation der Lösung {\displaystyle u_{h}} aus dem Unterraum {\displaystyle V_{h}} höchstens um die Konstante {\displaystyle {\tfrac {C}{\alpha }}} schlechter ist als die beste Approximation für {\displaystyle u} im Raum {\displaystyle V_{h}}, sie ist quasi-optimal.

### Bemerkungen
Mit einer symmetrischen Bilinearform verkleinert sich die Konstante auf {\displaystyle \textstyle {\sqrt {\frac {C}{\alpha }}}}, der Beweis ist weiter unten angegeben.
Das Lemma von Céa gilt auch für komplexe Hilberträume, indem eine Sesquilinearform {\displaystyle a(\cdot ,\cdot )} statt der Bilinearform verwendet wird. Die Koerzivität wird dann zu {\displaystyle |a(v,v)|\geq \alpha \|v\|^{2}} für alle {\displaystyle v\in V}, man beachte die Betragszeichen um {\displaystyle a(v,v)}.
Die Approximationsgüte des Ansatzraums {\displaystyle V_{h}} bestimmt den Approximationsfehler {\displaystyle \|u-u_{h}\|} stark.

## Sonderfall: Symmetrische Bilinearform

### Die Energienorm
In vielen Anwendungen ist die Bilinearform {\displaystyle a} symmetrisch, also {\displaystyle a(v,w)=a(w,v)} für alle {\displaystyle v,w} in {\displaystyle V}. Mit den Voraussetzungen des Céa-Lemmas ergibt sich, dass {\displaystyle a} ein Skalarprodukt von {\displaystyle V} ist. Die implizierte Norm {\displaystyle \|v\|_{a}={\sqrt {a(v,v)}}} wird Energienorm genannt, weil sie in vielen physikalischen Problemen eine Energie darstellt. Diese Norm ist äquivalent zur Norm {\displaystyle \|\cdot \|} des Vektorraums {\displaystyle V}.

### Das Lemma von Céa in der Energienorm

Die Unterraum-Lösung ist eine Projektion von auf den Unterraum bezüglich des Skalarprodukts.

Aus der Galerkin-Orthogonalität von {\displaystyle u-u_{h}} mit {\displaystyle V_{h}} und der Cauchy-Schwarzschen Ungleichung ergibt sich
{\displaystyle \|u-u_{h}\|_{a}^{2}=a(u-u_{h},u-u_{h})=a(u-u_{h},u-v)\leq \|u-u_{h}\|_{a}\cdot \|u-v\|_{a}} für alle {\displaystyle v} in {\displaystyle V_{h}}.
Somit lautet das Lemma von Céa in der Energienorm:
{\displaystyle \|u-u_{h}\|_{a}\leq \|u-v\|_{a}}  für alle {\displaystyle v} in {\displaystyle V_{h}}.
Man beachte, dass die Konstante {\displaystyle {\tfrac {C}{\alpha }}} auf der rechten Seite verschwunden ist.
Das bedeutet, dass die Unterraum-Lösung {\displaystyle u_{h}} die beste Approximation der Lösung {\displaystyle u} bezüglich der Energienorm ist. Geometrisch lässt sich {\displaystyle u_{h}} als Projektion bezüglich {\displaystyle a} von {\displaystyle u} auf den Unterraum {\displaystyle V_{h}} interpretieren.

### Folgerungen
Damit lässt sich die schärfere Schranke für symmetrische Bilinearformen für die gewöhnliche Norm {\displaystyle \|\cdot \|} des Vektorraums {\displaystyle V} zeigen. Aus
{\displaystyle \alpha \|u-u_{h}\|^{2}\leq a(u-u_{h},u-u_{h})=\|u-u_{h}\|_{a}^{2}\leq \|u-v\|_{a}^{2}\leq C\|u-v\|^{2}} für alle {\displaystyle v} in {\displaystyle V_{h}}
folgt
{\displaystyle \|u-u_{h}\|\leq {\sqrt {\frac {C}{\alpha }}}\|u-v\|}  für alle {\displaystyle v} in {\displaystyle V_{h}}.

## Beweis
Der Beweis ist nicht lang und führt die Notwendigkeit der Voraussetzungen vor Augen.

### Galerkin-Orthogonalität
Die in der Problemstellung gegebenen Gleichung {\displaystyle a(u,v)=L(v)} für alle {\displaystyle v\in V} und {\displaystyle a(u_{h},v)=L(v)} für alle {\displaystyle v\in V_{h}} werden voneinander abgezogen, was wegen {\displaystyle V_{h}\subset V} möglich ist. Die resultierende Gleichung lautet {\displaystyle a(u-u_{h},v)=0} für alle {\displaystyle v\in V_{h}} und wird Galerkin-Orthogonalität genannt.

### Abschätzung
Die Bilinearform {\displaystyle a} ist koerziv
{\displaystyle \alpha \|u-u_{h}\|^{2}\leq a(u-u_{h},u-u_{h})}
Addition von 0, sei {\displaystyle v_{h}\in V_{h}}
{\displaystyle =a(u-u_{h},u-v_{h}+v_{h}-u_{h})}
Mit Bilinearität von {\displaystyle a}
{\displaystyle =a(u-u_{h},u-v_{h})+a(u-u_{h},v_{h}-u_{h})}
Der zweite Term ist 0 wegen der Galerkin-Orthogonalität, da {\displaystyle v:=v_{h}-u_{h}\in V_{h}}
{\displaystyle =a(u-u_{h},u-v_{h})}
Die Bilinearform {\displaystyle a} ist stetig
{\displaystyle \leq C\|u-u_{h}\|\|u-v_{h}\|}
Die Gleichung kann durch {\displaystyle \|u-u_{h}\|} geteilt werden. Da {\displaystyle v_{h}} beliebig aus {\displaystyle V_{h}} gewählt ist, kann auch das Infimum gewählt werden, wodurch wir die Aussage erhalten.